# Saison 3 de The Leftovers
Chronologie
Saison 2
Cet article présente le guide des épisodes de la troisième saison et dernière saison de la série télévisée américaine The Leftovers.

## Généralités
- Aux États-Unis, cette saison est diffusée depuis le 16 avril 2017 sur HBO.
- Au Canada, elle est diffusée en simultané sur HBO Canada.
- En France, elle diffusée en version multilingue depuis le 17 avril 2017 sur OCS City[1] et en Belgique, à la même date sur Be TV[2].

## Distribution

### Acteurs principaux
- Justin Theroux (VF : Jérôme Pauwels) : Shérif Kevin Garvey
- Amy Brenneman (VF : Véronique Augereau) : Laurie Garvey
- Margaret Qualley (VF : Kelly Marot) : Jill Garvey
- Chris Zylka (VF : Franck Lorrain) : Tommy Garvey
- Christopher Eccleston (VF : Lionel Tua) : Matt Jamison
- Carrie Coon (VF : Virginie Méry) : Nora Durst
- Liv Tyler (VF : Marie-Laure Dougnac) : Megan Abbott
- Regina King (VF : Laura Zichy) : Erika Murphy
- Kevin Carroll (VF : Serge Faliu) : John Murphy, mari d'Erika
- Jovan Adepo (VF : Geoffrey Loval) : Michael Murphy, fils d'Erika et John
- Jasmin Savoy Brown (VF : Alice Taurand) : Evangeline « Evie » Murphy
- Scott Glenn (VF : Bernard Tiphaine) : Kevin Garvey Sr.

### Acteurs récurrents
- Lindsay Duncan : Grace Playford[3]
- Katja Herbers : Dr Eden[4]

## Épisodes

### Épisode 1:L'Évangile selon Kevin
- États-Unis /  Canada : 16 avril 2017 sur HBO[5] / HBO Canada
- France /  Belgique : 17 avril 2017 sur OCS City / Be TV
- Québec : 3 juin 2017 sur Super Écran

- États-Unis : 895 000 téléspectateurs[6] (première diffusion)

### Épisode 2:Nora la damnée
- États-Unis /  Canada : 23 avril 2017 sur HBO
- France /  Belgique : 24 avril 2017 sur OCS City / Be TV
- Québec : 10 juin 2017 sur Super Écran

- États-Unis : 776 000 téléspectateurs[7] (première diffusion)

### Épisode 3:Le Mauvais Kevin
- États-Unis /  Canada : 30 avril 2017 sur HBO
- France /  Belgique : 1er mai 2017 sur OCS City / Be TV
- Québec : 17 juin 2017 sur Super Écran

- États-Unis : 846 000 téléspectateurs[8] (première diffusion)

### Épisode 4:Bonjour Melbourne
- États-Unis /  Canada : 7 mai 2017 sur HBO
- France /  Belgique : 8 mai 2017 sur OCS City / Be TV
- Québec : 24 juin 2017 sur Super Écran

- États-Unis : 812 000 téléspectateurs[9] (première diffusion)

### Épisode 5:Mission de sauvetage
- États-Unis /  Canada : 14 mai 2017 sur HBO
- France /  Belgique : 15 mai 2017 sur OCS City / Be TV
- Québec : 1er juillet 2017 sur Super Écran

- États-Unis : 919 000 téléspectateurs[10] (première diffusion)

### Épisode 6:Retrouvailles
- États-Unis /  Canada : 21 mai 2017 sur HBO
- France /  Belgique : 22 mai 2017 sur OCS City / Be TV
- Québec : 8 juillet 2017 sur Super Écran

- États-Unis : 770 000 téléspectateurs[11] (première diffusion)

### Épisode 7:L'Homme le plus puissant du monde (et son vrai jumeau)
- États-Unis /  Canada : 28 mai 2017 sur HBO
- France /  Belgique : 29 mai 2017 sur OCS City / Be TV
- Québec : 15 juillet 2017 sur Super Écran

- États-Unis : 804 000 téléspectateurs[12] (première diffusion)

### Épisode 8:L'Évangile selon Nora
- États-Unis /  Canada : 4 juin 2017 sur HBO
- France /  Belgique : 5 juin 2017 sur OCS City / Be TV
- Québec : 22 juillet 2017 sur Super Écran

- États-Unis : 1,049 million de téléspectateurs[13] (première diffusion)